# عصام الحضری
عصام الحضری (عربی: عصام الدين كمال توفيق الحضري؛ زاده ۱۵ ژانویهٔ ۱۹۷۳) یک بازیکن فوتبال اهل مصر است.

## تیم ملی
وی همچنین در تیم ملی فوتبال مصر بازی کرده‌است.